# Цена денег (фильм, 1955)
«Цена денег» (англ. Value for Money) — британская комедия режиссёра Кена Эннакина, основанная на рассказе Деррика Бутройда. В главных ролях Джон Грегсон, Диана Дорс, Сьюзан Стивен и Дерек Фарр.

## Сюжет
Владелец складов Чейли Бродбент ведёт экономный образ жизни и после поездки в Лондон влюбляется в блондинку Рутин Уэст (Диана Дорс)

## В ролях
- Джон Грегсон — Чейли Бродбент
- Диана Дорс — Рутин Уэст
- Сьюзан Стивен — Этель
- Дерек Фарр — герцог Попплуэлл
- Фрэнк Петтинджелл — майор Хиггинс
- Чарльз Виктор — Лумм
- Эрнест Тесайджер — лорд Дьюсбери
- Джилл Адамс — Джой
- Джоан Хиксон — миссис Перкинс
- Дональд Плезенс — Лимпи
- Джон Глин-Джонс — Аркрайт
- Лесли Филлипс — Робджон

## Производство
Фильм основан на одноимённом рассказе Деррика Бутройда выпушенного в 1953 году. Продюсер Сергей Нолбандов не хотел брать Диану Дорс на роль, но режиссёр Кена Эннакин знакомый с актрисой по фильму «Голосуй за Хаггетта» настоял на её роли. Это был её первый их трёх фильмов по контракт с Rank Organisation.
Съемки стартовали 28 декабря 1954 года. Первый фильм компании снятый полностью на VistaVision. Съемки проходили в Батли, графство Йоркшир. 

## Критика
Variety отметила что фильм „скромная но забавная пьеса, поставленная в большем масштабе, чем может показаться в рассказе“. Filmink писала что „фильм должен был сосредоточится на Дорс а не на Грегсоне“.